# Metal pesado
Quimicamente, alguns autores definem os metais pesados como um grupo de elementos situados entre o cobre e o chumbo na tabela periódica tendo pesos atômicos entre 63,546 e 207,2 e densidade superior a 4,0 gramas por centímetro cúbico. São, assim, qualquer composto de antimónio, arsénio, cádmio, crómio (VI), cobre, chumbo, mercúrio, níquel, selénio, telúrio, tálio ou estanho.
Os seres vivos necessitam de pequenas quantidades de alguns desses metais, incluindo cobalto, cobre, manganês, molibdênio, vanádio, estrôncio, e zinco, para a realização de funções vitais no organismo. Porém níveis excessivos desses elementos podem ser extremamente tóxicos. Outros metais pesados como o mercúrio, chumbo e cádmio não possuem nenhuma função dentro dos organismos e a sua acumulação pode provocar graves doenças, sobretudo nos mamíferos, como câncer e outras doenças graves.
Quando lançados como resíduos industriais, na água, no solo ou no ar, esses elementos podem ser absorvidos pelos vegetais e animais das proximidades, provocando graves intoxicações ao longo da cadeia alimentar.

## Terminologia
Um pré-requisito para a utilização segura do termo "metal" é sua classificação pela tabela periódica dos elementos químicos. Os metais são quimicamente definidos como elementos que conduzem eletricidade e calor, têm um brilho metálico, são maleáveis e dúcteis, formam cátions (porque perdem elétrons) e óxidos básicos. A partir dessa definição, a maioria dos elementos pode ser classificada como metais. A palavra "metal", no contexto dos metais pesados, pode se referir ao elemento puro, a um composto ou a uma liga que contenha mais de um elemento metálico.
Convencionalmente na química, a palavra "pesado" implica alta densidade. Uma das mais antigas definições da expressão "metais pesados" é a de de Bjerrum (1936) e baseia-se na densidade da forma elementar do metal. Ele classifica esses metais como sendo aqueles com densidades elementares acima de 7 gramas por centímetro cúbico. Já em 1964, os editores da Van Nostrand's International Encyclopaedia of Chemical Science, assim como, em 1987, os editores do Grant and Hackh's Chemical Dictionary, incluíram metais com densidade em torno de 4 gramas por centímetro cúbico. E essa imprecisão do valor de massa específica a partir do qual o metal poderia ser classificado como "pesado" ainda persiste.
Atualmente, os critérios de classificação para os metais pesados, segundo artigo publicado pela União Internacional de Química Pura e Aplicada (IUPAC), leva, em consideração, os seguintes critérios: massa específica, massa atômica, número atômico, outras propriedades químicas e toxicológicas, além de outras definições não químicas, utilizadas antes de 1936.
Além disso, a expressão "metal pesado" torna-se, muitas vezes, inadequada para referência a materiais que apresentam características físicas de metais e comportamento químico de não metais.

## Principais metais pesados contaminantes

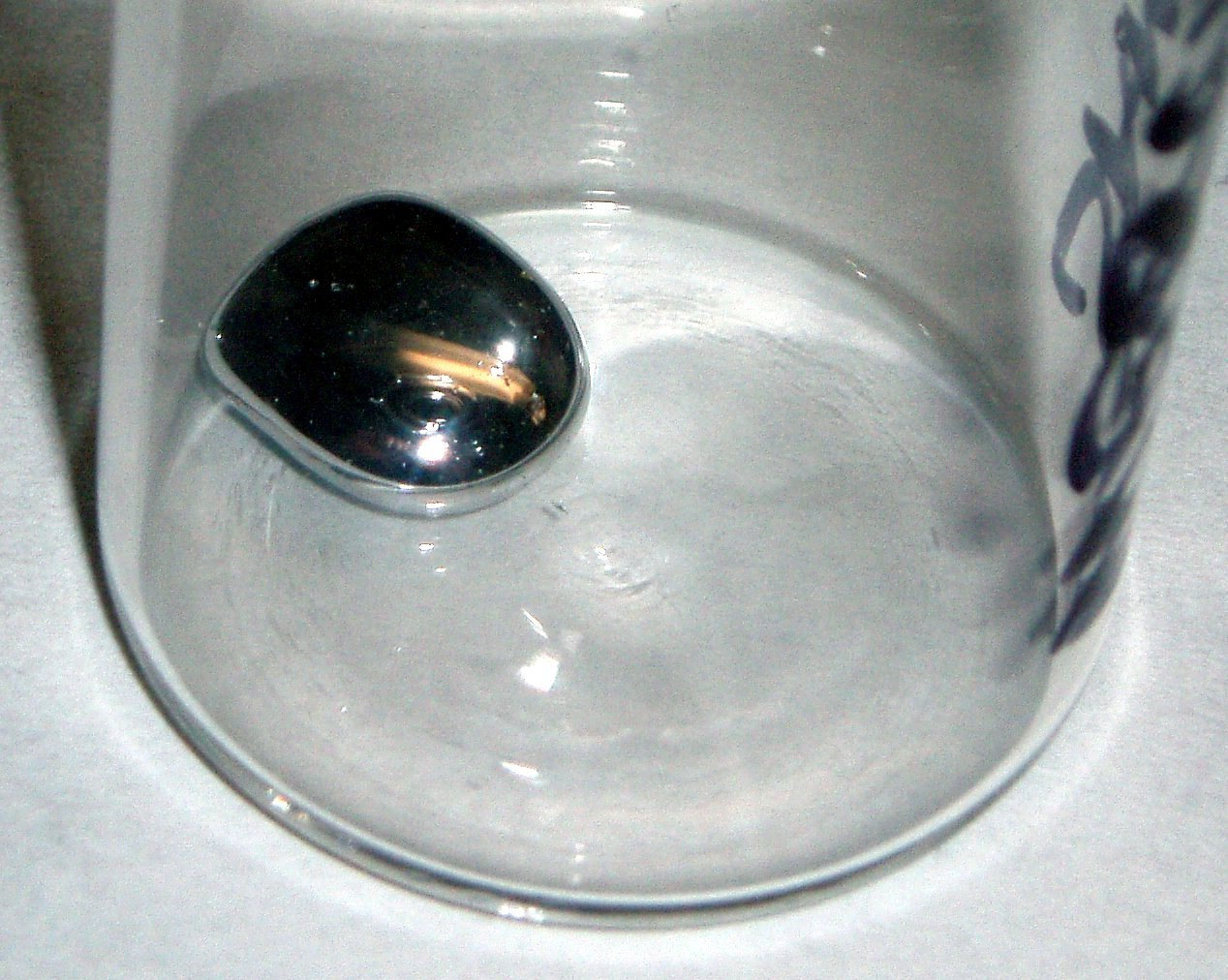
Mercúrio

O termo "metal pesado" costuma ser associado com contaminação e toxicidade e ecotoxicidade. Tais metais (e também os metaloides) são quimicamente muito reativos e bioacumuláveis, ou seja, os organismos não são capazes de eliminá-los.
O fato de associarmos a expressão "metal pesado" a essa ideia de toxicidade nos traz uma imprecisão, pois a regra fundamental da toxicologia (segundo Paracelsus) é a de que todas as substâncias (incluindo o carbono e todos os outros elementos e seus derivados) podem ser tóxicas a partir de uma dose alta o suficiente. O grau de toxicidade de metais varia grandemente de metal para metal e de organismo para organismo. Metais puros raramente, ou nunca, são muito tóxica, exceto quando encontrarem-se como pós muito finos, o que pode ser prejudicial para os pulmões independentemente de qualquer que seja a substância.
Os principais metais pesados contaminantes são:
- Arsênio: causa problemas nos sistemas respiratório, cardiovascular e nervoso.
- Chumbo: atinge o sistema nervoso, a medula óssea e os rins.
- Cádmio: causa problemas gastrointestinais e respiratórios.
- Mercúrio: se concentra em diversas partes do corpo, como pele, cabelo, glândulas sudoríparas e salivares, tireóide, sistema digestivo, pulmões, pâncreas, fígado, rins, aparelho reprodutivo e cérebro, provocando inúmeros problemas de saúde.
- Cromo: provoca irritação na pele e, em doses elevadas, câncer.
- Manganês: causa problemas respiratórios e efeitos neurotóxicos.